# پت اسمیر
پت اسمیر (زاده ۵ اوت ۱۹۵۹) با نام اصلی جرج آلبرت روثنبرگ در لس آنجلس آمریکا زاده شد. وی یکی از گیتاریستها گروه نیروانا بوده‌است که در آخرین آلبوم این گروه که در شبکه ام تی وی (ام تی وی آنپلاگد) ضبط شد، به اجرا پرداخته‌است. پت اسمیر هم‌اکنون در گروه فوفایترز به فعالیت هنری خود ادامه می‌دهد.